# Морозово (Мошенской район)
Моро́зово — деревня в Ореховском сельском поселении Мошенского района Новгородской области.

## Население
| 2010 |
| ---- |
| 39   |